# Joséphine Jobert

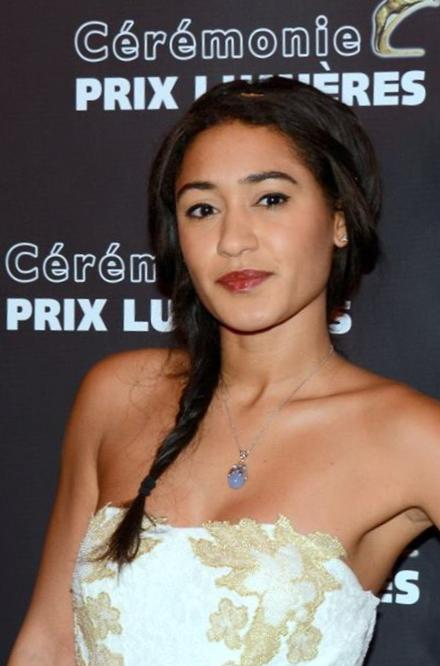
Joséphine Jobert (2014)

Joséphine Jobert (* 24. April 1985 in Paris) ist eine französische Schauspielerin und Sängerin.

## Leben
Joberts Mutter Véronique Rouveyrollis ist Fotografin, Musikerin, Schauspielerin und Regisseurin, ihr Vater Charles Jobert ist Kameramann. Die Schauspielerin und Autorin Marlène Jobert ist ihre Tante, die Schauspielerinnen Eva Green und Elsa Lunghini sind ihre Cousinen. Im Alter von 12 Jahren zog Joséphine Jobert mit ihrer Familie ins kanadische Montreal, wo sie später die Schauspielschule École Stéphane Belugou und die Musikschule École de chant et de musique Coda besuchte. Im Alter von 20 Jahren entschied sie sich für eine Rückkehr nach Frankreich.
In Frankreich wurde sie 2008 bekannt in der Rolle der „Amel“ in der beliebten Jugendserie Saint-Ex, nos années pension, als ein von ihr gesungenes Lied der Sendung für 15 Wochen in den französischen Popcharts stand. Sie wirkte bei drei Soundtrackalben mit.
Einem internationalen Publikum ist sie vor allem bekannt als Polizeiermittlerin „Florence Cassell“ in der britisch-französischen Fernsehserie Death in Paradise, ihrer ersten englischsprachigen Rolle.

## Filmografie (Auswahl)
- 2007–2011: Foudre (Fernsehserie, 131 Episoden)
- 2008–2009: Saint-Ex, nos années pension (Fernsehserie, 19 Episoden)
- 2012: Moi à ton âge! (Fernsehfilm)
- 2013–2014: Sous le soleil de Saint-Tropez (Fernsehserie, 19 Episoden)
- 2013–2015: Cut! (Fernsehserie, 109 Episoden)
- 2015–2019, 2021–2022, 2024: Death in Paradise (Fernsehserie, 53 Episoden)
- 2016: Paroles
- 2019: Le temps est assassin (Fernsehserie, 4 Episoden)
- 2019: Nina (Fernsehserie, Episode 5x10)
- 2020: Avenue 5 (Fernsehserie, Episode 1x06)
- 2023: Meurtres dans le Cantal (Fernsehfilm)
- 2024: Concordia – Tödliche Utopie (Fernsehserie)
- 2025: Saint-Pierre (Fernsehserie)